# Alberto Battistolli
Alberto Battistolli (Arzignano, 26 luglio 1997) è un pilota di rally italiano, figlio d'arte del pluri campione italiano ed europeo di Luigi "Lucky" Battistolli, vincitore di numerose gare del Campionato Italiano Rally Storico e Moderno e del Campionato Italiano Rally Terra 2024.

## Biografia
Alberto Battistolli inizia la sua carriera nel mondo del rally nel 2016 a bordo di una Peugeot 106 Rallye, prosegue le successive due stagioni a bordo delle più performanti auto storiche tra le quali Fiat 131 Abarth, Ferrari 308 GTB, Lancia 037 Rally, Lancia Delta Integrale, Ford Sierra RS Cosworth. Conquista due Campionati Italiani Storici Under 30 ed un terzo posto nel Campionato Europeo Storico di terzo raggruppamento. Nel 2019, dopo un periodo di transizione tra le due categorie, sceglie di continuare la sua carriera nei rally moderni, a bordo della Skoda Fabia R5, conquistando comunque il Campionato Italiano Storico Under 30. Nel 2020 conquista il primo podio nel Campionato Italiano Rally e nel 2021 porta a casa un podio e due vittorie assolute nel Campionato Italiano Rally. Nel 2022 continua il suo percorso di crescita portando a casa due podi e tre vittorie assolute nella sua carriera. Il 2023 inizia con la sua vittoria assoluta al Rally città di Foligno, valido per il campionato Raceday.
Successivamente durante la partecipazione alla prima gara del Campionato Europeo al Rally Serras de Fafe, Felgueiras, Boticas, Vieira do Minho e Cabeceiras de Basto soffre di un infortunio alla spalla che lo ferma dopo la prima tappa. Dopo due mesi di stop forzato conseguenti ad un intervento chirurgico partecipa al 39° Rally della Marca, conseguendo la sua prima vittoria assoluta su fondo asfaltato e la prima vittoria della Skoda Fabia RS Rally2.
Nel 2024 diventa pilota ufficiale del team MRF per il Campionato Italiano Rally Terra alla guida della Skoda Fabia RS Rally2. Il pilota vicentino, navigato da Simone Scattolin, vince il campionato dopo una stagione combattuta fino all'ultima gara conto l'equipaggio formato da Tommaso Ciuffi e Pietro Cigni.

## Risultati nel mondiale rally

### WRC
| 2020 | Scuderia | Vettura                |  |  |  |  |  |    |  |  |  |  |  |  |  |  |  |  | Punti | Pos. |
| ---- | -------- | ---------------------- |  |  |  |  |  | -- |  |  |  |  |  |  |  |  |  |  | ----- | ---- |
| 2020 |          | Škoda Fabia Rally2 Evo |  |  |  |  |  | 21 |  |  |  |  |  |  |  |  |  |  | 0     |      |

| 2021 | Scuderia | Vettura                |  |  |  |  |     |  |  |  |  |  |  |  |  |  |  |  | Punti | Pos. |
| ---- | -------- | ---------------------- |  |  |  |  | --- |  |  |  |  |  |  |  |  |  |  |  | ----- | ---- |
| 2021 |          | Škoda Fabia Rally2 Evo |  |  |  |  | Rit |  |  |  |  |  |  |  |  |  |  |  | 0     |      |

| 2024 | Scuderia | Vettura               |  |  |  |  |  |  |  |     |  |  |  |  |  |  |  |  | Punti | Pos. |
| ---- | -------- | --------------------- |  |  |  |  |  |  |  | --- |  |  |  |  |  |  |  |  | ----- | ---- |
| 2024 |          | Škoda Fabia RS Rally2 |  |  |  |  |  |  |  | Rit |  |  |  |  |  |  |  |  | 0     |      |

| Legenda | 1º posto | 2º posto | 3º posto | A punti | Senza punti | Ritirato | Squalificato | NP=Non partito C=Gara cancellata | Apice=Power stage |

### WRC-3
| 2020 | Scuderia | Vettura                |  |  |  |  |  |   |  |  |  |  |  |  |  |  |  |  | Punti | Pos. |
| ---- | -------- | ---------------------- |  |  |  |  |  | - |  |  |  |  |  |  |  |  |  |  | ----- | ---- |
| 2020 |          | Škoda Fabia Rally2 Evo |  |  |  |  |  | 7 |  |  |  |  |  |  |  |  |  |  | 6     | 26º  |

| 2021 | Scuderia | Vettura                |  |  |  |  |     |  |  |  |  |  |  |  |  |  |  |  | Punti | Pos. |
| ---- | -------- | ---------------------- |  |  |  |  | --- |  |  |  |  |  |  |  |  |  |  |  | ----- | ---- |
| 2021 |          | Škoda Fabia Rally2 Evo |  |  |  |  | Rit |  |  |  |  |  |  |  |  |  |  |  | 0     |      |

| Legenda | 1º posto | 2º posto | 3º posto | A punti | Senza punti | Ritirato | Squalificato | NP=Non partito C=Gara cancellata | Apice=Power stage |